# Christoph Aschmoneit
Christoph Aschmoneit (Beeskow, 17 maart 1901 - Kiel, 14 februari 1984) was een Duitse onderzeebootontwerper. Aschmoneit was geïnteresseerd in het Nederlandse systeem van getrimde diesel. Dit systeem viel in Duitse handen na de val van Nederland. De blauwdrukken die Aschmoneit heeft gemaakt zijn tegenwoordig te bezichtigen in het museum gedeelte van het U-Boot Archiv in Cuxhaven.